# Delta Crucis
Delta Crucis (δ Crucis, förkortat Delta Cru, δ Cru) som är stjärnans Bayerbeteckning, är en ensam stjärna belägen i den västra delen av stjärnbilden Södra korset. Den har en skenbar magnitud på 2,79 och är synlig för blotta ögat. Baserat på parallaxmätning inom Hipparcosuppdraget på ca 9,5 mas, beräknas den befinna sig på ett avstånd på ca 345 ljusår (ca 106 parsek) från solen.

## Egenskaper
Delta Crucis är en blå till vit underjättestjärna av spektralklass B2 IV och en massiv, varm och snabbt roterande stjärna som håller på att utvecklas till en jättestjärna. Den har massa som är ca 9 gånger större än solens massa, en radie som är ca 8 gånger större än solens och utsänder från dess fotosfär ca 10 000 gånger mera energi än solen vid en effektiv temperatur av ca 22 600 K. Den är en trolig Beta Cephei-variabel och ändrar sin ljusstyrka med en period på 1,3 timmar.
Delta Crucis ingår i Lower Centaurus Crux (LCC) i Scorpius-Centaurus-föreningen, som är en OB-förening av massiva stjärnor som har gemensamt ursprung och liknande rörelse genom rymden.